# Martin Wenter
Martin Wenter (* 1. Juni 1955 in Bozen) ist ein ehemaliger italienischer Politiker. Er war von 1991 bis 1992 Obmann der Partei Union für Südtirol.

## Leben
Wenter studierte an der Universität Padua Rechtswissenschaften, wo er 1979 den Studienabschluss erlangte. Seit 1986 ist er in der Rechtsanwaltskammer Bozen eingetragen und als Anwalt selbstständig tätig. Seit 1992 ist er auch an den Obersten Gerichtshöfen Italiens in Rom zugelassen.
Im September 1991 wurde Wenter nach dem Rücktritt Alfons Benedikters zum Obmann der Union für Südtirol gewählt. Nach dem Misserfolg bei der Parlamentswahl 1992 kündigte Wenter eine Neuausrichtung der Partei an und drängte die Landtagsabgeordneten Alfons Benedikter und Eva Klotz zum Rückzug. Er verlor jedoch den Machtkampf innerhalb der Partei und verließ diese, um zusammen mit Andreas Pöder die Partei Freie Bürgerliste zu gründen.